# Wisła Krakau

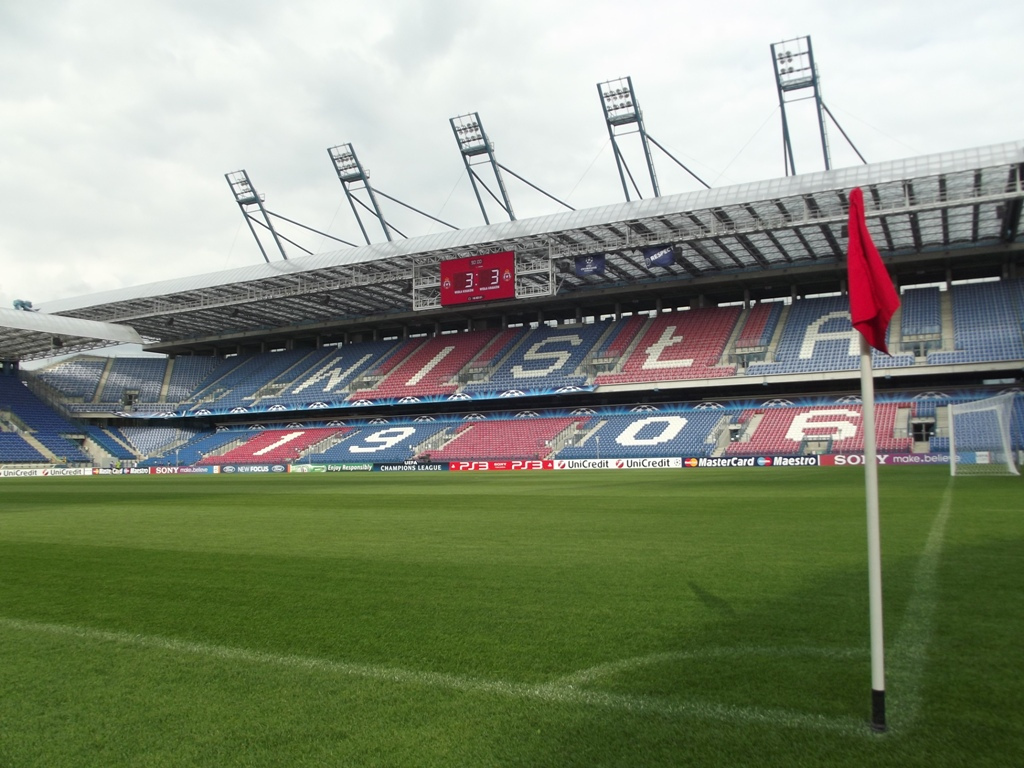
Henryk-Reyman-Stadion

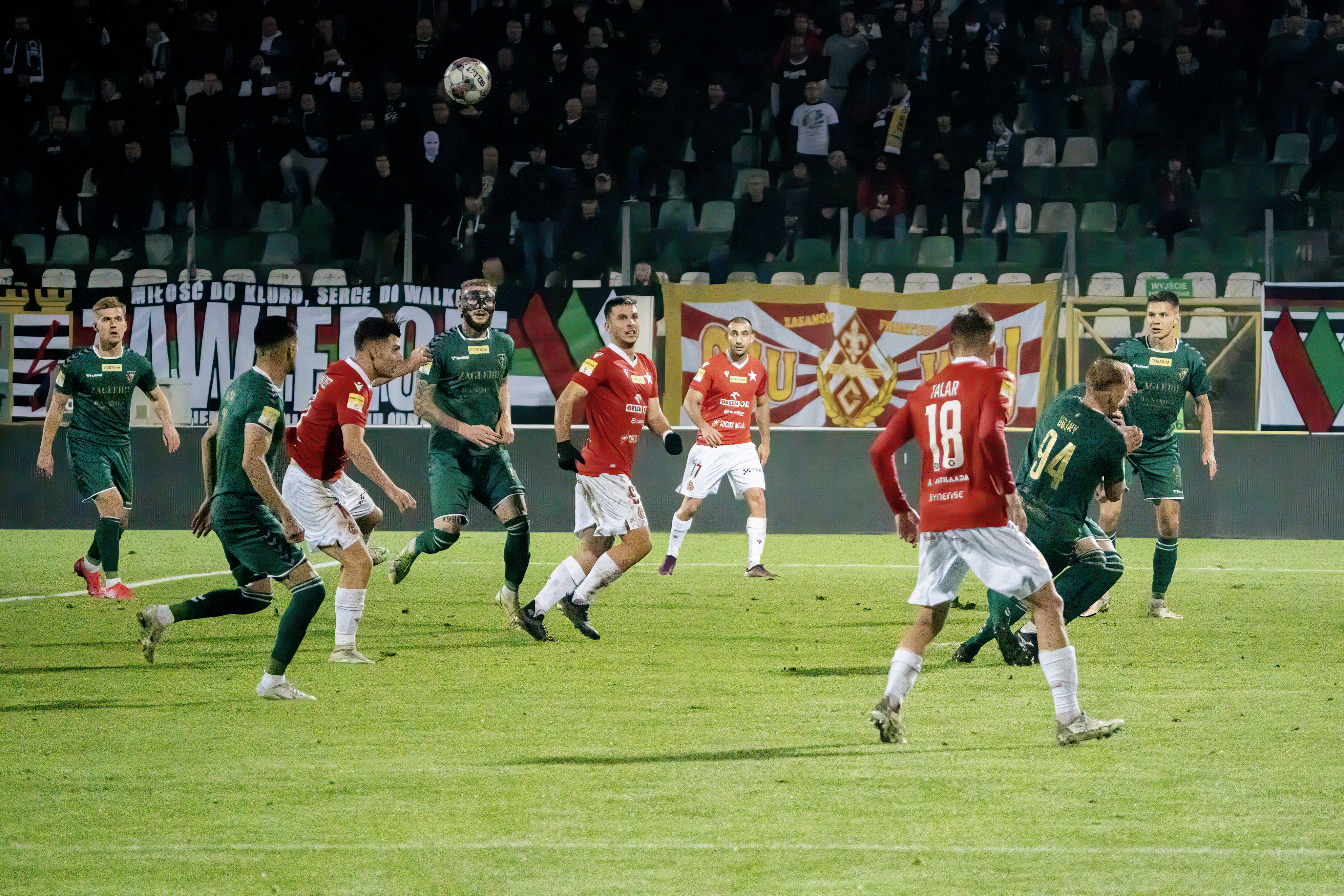
I Liga-Spiel Zagłębie Sosnowiec gegen Wisła Krakau von 2022

Wisła Krakau (offiziell Wisła Kraków Spółka Akcyjna) ist ein polnischer Sportverein aus Krakau. Der 1906 gegründete Verein ist hauptsächlich für seine Fußballmannschaft bekannt, die dreizehn Mal die polnische Meisterschaft, fünf Mal den polnischen Fußballpokal und 2001 erstmals den polnischen Superpokal gewann. Allein von 1999 bis 2005 wurde Wisła Krakau in sieben Spielzeiten fünfmal polnischer Meister. Seit dem Abstieg 2022 spielt die Mannschaft in der zweitklassigen 1. Liga. Heimspielstätte des Klubs ist das Krakauer Henryk-Reyman-Stadion.
Trotz großer Erfolge auf nationaler Ebene blieb Wisła Krakau in internationalen Wettbewerben bisher ohne Titel. Als polnischer Meister nicht direkt für die UEFA Champions League qualifiziert, scheiterte Krakau in den vergangenen Jahren stets in der letzten Qualifikationsrunde: 2011 an APOEL Nikosia (1:0, 1:3), 2008 am FC Barcelona (0:4, 1:0), 2004 an Real Madrid (0:2, 1:3), 2003 am RSC Anderlecht (0:1, 1:3) und 2001 am FC Barcelona (3:4, 0:1). In der Qualifikation 2005 scheiterte der polnische Meister schließlich an Panathinaikos Athen mit 3:1 und 1:4 n. V. Größter Erfolg in der Königsklasse, die seinerzeit noch Europapokal der Landesmeister hieß, war für Wisła Krakau das Erreichen des Viertelfinales 1978, als man Malmö FF mit 2:1 und 1:4 unterlag.
Auch im UEFA-Pokal konnte Wisła Krakau nie das Endspiel erreichen. Höhepunkte waren hier zuletzt das Erreichen des Achtelfinales 2003, als sich die Mannschaft nach einem 1:1 im Hinspiel überraschend deutlich mit 4:1 beim FC Schalke 04 durchsetzte und unter anderem auch den AC Parma aus Italien eliminieren konnte. Danach überraschte Wisła mit einem 3:3 bei Lazio Rom, verlor aber danach das Heimspiel unglücklich mit 1:2 und schied aus. Im September 2000 konnte Wisła Krakau zu Hause eine 1:4-Hinspielniederlage gegen Real Saragossa ausgleichen und sich im Elfmeterschießen durchsetzen.

## Geschichte

### 1906–1911: Gründungsgeschichte und Gründungsjahre

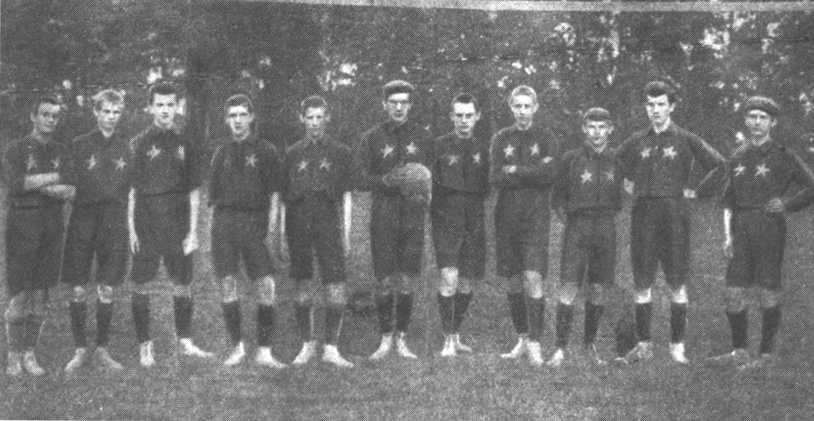
Die Mannschaft von Wisła Krakau im Jahr 1907

Der Błonia-Park gilt als Wiege des Krakauer Fußballs. Hier veranstaltete auch der Theaterregisseur Tadeusz Konczyński im Oktober 1906 das erste offizielle Fußballturnier der Stadt. Dabei nahmen 16 Mannschaften aus den umliegenden Mittelschulen teil. Einige Mannschaften wurden dabei durch den Turnierorganisator mit Spielbekleidung ausgestattet, unter ihnen auch die beiden Mannschaften, die später den Verein Wisła gründen sollten.
Die beiden Vereine waren zum einen: Die „Blauen“, Schüler der zweiten Realschule unter ihrem Kapitän und Torwart Józef Szkolnikowski. Sie gaben dem Verein die Bezeichnung Wisła – auf Deutsch Weichsel. Betreut wurden sie durch den Lehrer Tadeusz Łopuszański. Die „Roten“ spielten in roter Spielbekleidung und wurden von einem Schüler namens Jenkner gegründet.
1907 beschlossen beide Teams den Verein Wisła Krakau zu gründen. Man betrachtet jedoch schon das erste Treffen beider Vereine als „Gründungsmoment“, was das Gründungsjahr 1906 erklärt. Die Spielbekleidung bestand zunächst aus roten Hemden mit zwei blauen Sternen, diese sollten den Namen Wisła unterstreichen, zum anderen symbolisierten die zwei Sterne die beiden Mannschaften, aus denen der Verein hervorging. Vervollständigt wurde der erste Spielerdress durch schwarze Hosen und Stutzen. Die erste Spielerbekleidung wurde bei der Firma Steingl in Berlin bestellt. Der Moment, als das Paket geöffnet wurde, ist dokumentiert worden. Dabei sagte der Lehrer Jan Weyssenhoff: „Als wir das Paket aus Berlin öffneten, sahen wir etwas Wunderschönes: rote Trikots mit zwei symmetrisch angeordneten blauen Sternen, wir waren glücklich.“ Der nächste organisatorische Schritt war die Wahl der ersten Vereinsorgane und Vereinspräsidenten. Die Wahl zum Vereinspräsidenten fiel auf den Lehrer Tadeusz Łopuszański, den Betreuer der „Blauen“. Tadeusz Łopuszański war ein Lehrer für Mathematik und Physik an der zweiten Mittelschule in Krakau. Auch wurde das erste Logo von Wisła Krakau entworfen, es bestand aus einem roten Schild mit einem blauen Stern und dem Gründungsjahr. 1908 wurde das erste Vereinsgelände im Dr.-Henryk-Jordan-Park errichtet. Das Jahr 1910 war ein wichtiges Jahr für Wisła, am 7. Februar des Jahres wurden die Vereinsstatuten von der galizischen Provinzregierung anerkannt und unter der Registrierungsnummer L.XIII 632 eingetragen. Damit war Wisła Krakau nun ein offiziell registrierter Verein. 1911 änderten sich noch einmal die Spielertrikots, ein weißer Stern zierte nun die linke Seite des roten Trikots, komplettiert wurde das ganze durch eine blaue Hose. Nun bekam der Verein auch ein neues Spielgelände mit Umkleidekabinen und Trainingsanlagen. Am 6. April fand das Eröffnungsspiel zwischen Wisła Krakau und Czarni Lwów statt. Czarni Lwów erwies sich jedoch als schlechter Verlierer, als die Mannschaft 2:3 verlor, verließ sie sofort das Gelände und blieb nicht zu den Feierlichkeiten, die für die Eröffnung der neuen Sportanlage veranstaltet wurden.

### 1914–1918: Der Verein während des Ersten Weltkrieges
Der Beginn des Ersten Weltkriegs ließ den Spielbetrieb für fünf Jahre ruhen. Während dieser Zeit stellte der Verein seine Sportanlagen den polnischen Legionen als Übungsgelände zur Verfügung. Viele der Spieler von Wisła traten in dieser Zeit den polnischen Legionen bei und kämpften im Ersten Weltkrieg.

### 1919–1928: Aufstieg zu einer polnischen Spitzenmannschaft
| Spielzeit | Liga                                   | Platz |  |
| --------- | -------------------------------------- | ----- |  |
| 1922/23   | polnische Meisterschaft (Turniermodus) | 2.    |  |
| 1924/25   | polnische Meisterschaft (Turniermodus) | 3.    |  |
| 1926/27   | Ekstraklasa                            | 1.    |  |
| 1927/28   | Ekstraklasa                            | 1.    |  |

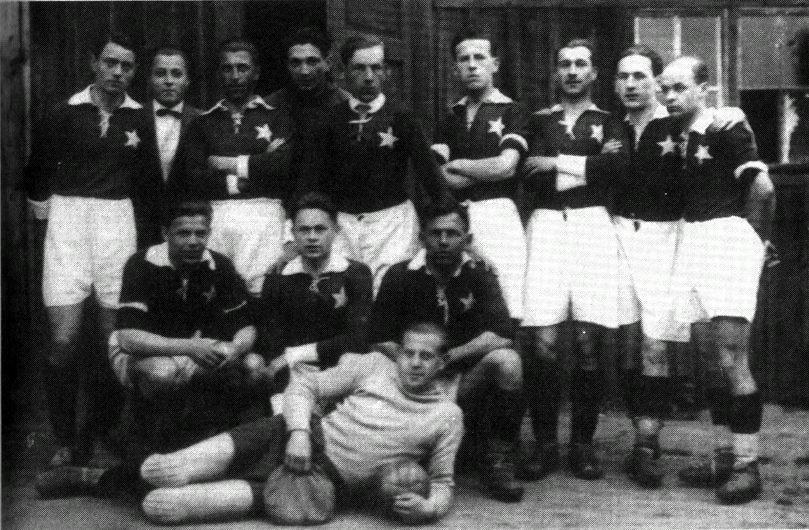
Die Meistermannschaft von 1927

Nachdem das Vereinsgelände samt Umkleidekabinen in der Zeit des Ersten Weltkrieges durch ein Feuer zerstört worden war, erwarb der Verein 1919 ein Gelände, um ein Stadion zu errichten. Drei Jahre später, am 8. April 1922, wird das neue Stadion durch Kapuziner Mönche geweiht und eröffnet. Wisła verliert das Eröffnungsspiel gegen Pogoń Lwów mit 2:4. Am 14. Mai spielt die Polnische Fußballnationalmannschaft gegen die Mannschaft aus Ungarn (0:3) im Stadion von Cracovia. Bei diesem Spiel sind auch Stefan Sliwa und Henryk Reyman dabei. Sie sind damit die ersten Nationalspieler für Polen, die von Wisła gestellt werden. Ein Jahr später im Jahre 1923 gewinnt Wisła Krakau die Klasse A Gebietsmeisterschaften, unterliegt aber im Finale um die polnische Meisterschaft Pogoń Lwów. Im Jahr der Olympischen Spiele in Paris 1924 stellte Wisła Krakau drei Spieler für die olympische Fußballmannschaft von Polen. Unter ihnen Henryk Reyman, der später zur Legende im Verein Wisła Krakau werden sollte. Heute sind unter anderem das Stadion und eine anliegende Straße nach ihm benannt. Des Weiteren gibt es ein kleines Denkmal vor dem Eingang zum Stadion.
1925 gewinnt Wisła erneut die Klasse A Meisterschaft, für den „großen“ Titelgewinn reicht es jedoch wieder nicht. Endlich, ein Jahr später, gewinnt der Verein seinen ersten nationalen Titel. Am 5. September 1926 schlägt man Sparta Lwów im Finale um den polnischen Pokal 2:1. Im gleichen Jahr beschlossen die 12 Spitzenmannschaften in Polen, eine nationale Liga zu gründen. Am 5. Dezember wird die Ekstraklasa gegründet, unter den Gründungsmitgliedern befindet sich auch Wisła Krakau. Das erste Spiel in der neuen Liga wurde gegen den Ortsrivalen von Jutrzenka Kraków 4:0 gewonnen. Wisła Kraków wird 1927 erstmals polnischer Meister, auch weil Henryk Reyman Torschützenkönig mit 38 Toren wird. Ein Jahr darauf wird Wisła Kraków wieder polnischer Meister, Henryk Reyman erringt erneut die Torjägerkrone. Das hundertste Tor in der Liga wird von Stanisław Czulak geschossen. Wisła Krakau gehört nun mit drei nationalen Titeln in drei Jahren zu den absoluten Topklubs in Polen.

### 1928–1945: Etablierung in der Ekstraklasa und Beginn des Zweiten Weltkrieges
| Spielzeit | Liga        | Platz |  |
| --------- | ----------- | ----- |  |
| 1928/29   | Ekstraklasa | 3.    |  |
| 1929/30   | Ekstraklasa | 2.    |  |
| 1930/31   | Ekstraklasa | 2.    |  |
| 1931/32   | Ekstraklasa | 6.    |  |
| 1932/33   | Ekstraklasa | 3.    |  |
| 1933/34   | Ekstraklasa | 3.    |  |
| 1934/35   | Ekstraklasa | 4.    |  |
| 1935/36   | Ekstraklasa | 2.    |  |
| 1936/37   | Ekstraklasa | 5.    |  |
| 1937/38   | Ekstraklasa | 3.    |  |
| 1938/39   | Ekstraklasa | 2.    |  |

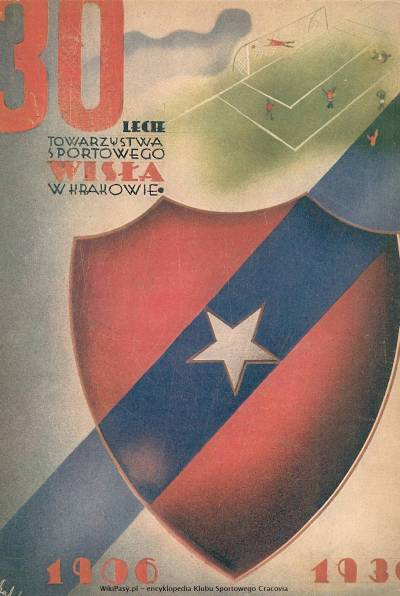
Plakat zum 30-jährigen Bestehen des Vereins

1930 absolviert Wisła sein hundertstes Ligaspiel gegen Pogoń Lwów und gewinnt 3:0. Man ist in der Liga immer noch sehr erfolgreich und beendet die Saison auf dem zweiten Tabellenplatz. 1931 feiert Wisła sein 25-jähriges Bestehen. Durchschnittlich 4000 Zuschauer verfolgen nun die Heimspiele in Krakau. Jedoch erlebt der Verein 1935 wieder einen herben Rückschlag. Nachdem bereits 1916 das alte Vereinsgelände abgebrannt war, zerstörte nun ein Sturm die komplette Stadionanlage so stark, dass sie wieder komplett neu aufgebaut werden musste. 1936 erhält Wisła ein neues Logo. Ein blauer Streifen verläuft nun diagonal durch das Rot. Er symbolisiert die Weichsel, die durch Krakau fließt. Das Logo enthält den Schriftzug T.S. Wisła Kraków. Zur Einführung des neuen Logos findet ein Freundschaftsspiel zwischen Wisła und Chelsea London statt, welches Wisła 1:0 gewinnt. Bei den Olympischen Spielen 1936 in Berlin nehmen wieder drei Spieler von Wisła am olympischen Fußballturnier teil. Am 1. September 1939 überfällt die Wehrmacht Polen, der Beginn des Zweiten Weltkrieges. Unterdessen werden in der Stadt noch überall Plakate für das Derby Cracovia-Wisła am 3. September aufgehängt. Krakau war nun unter deutscher Besetzung und diente dem nationalsozialistischen deutschen Reich als Amtssitz für das Generalgouvernement Polen. Die deutschen Besetzer verboten unter anderem auch die Austragung von Fußballspielen. Trotz der Verbote veranstaltete man 1940 die „geheimen Krakauer Meisterschaften“. Wisła gewinnt diese Meisterschaft durch Siege gegen den Stadtrivalen Cracovia. Das gesamte Vereinsequipment wurde in der Zeit der Besetzung im Wasserwerk versteckt. 1941 gewinnt Wisła erneut die „geheimen Krakauer Meisterschaften“. Außerdem feiert der Verein sein 35-jähriges Bestehen. 1943 gewinnt Cracovia die Krakauer Meisterschaften gegen Wisła unter dramatischen Umständen. Am Ende der Partie plädieren die Spieler von Wisła für einen Elfmeter, jedoch wird dieser nicht gegeben. Anschließend kommt es in der Stadt zu Ausschreitungen. Wisła wird deswegen intern mit einer Geldstrafe belegt. 1944 gewinnt Wisła zum dritten Mal die Krakauer Meisterschaften. Am 28. Januar 1945 kündigt der Trompeter der Marienkirche das Stadtderby zwischen Wisła und Cracovia im mittlerweile befreiten Krakau an. Wisła gewinnt das Spiel 2:0.

### 1945–1958: Nachkriegszeit in der Volksrepublik Polen
| Spielzeit | Liga                                   | Platz |  |
| --------- | -------------------------------------- | ----- |  |
| 1945/46   | polnische Meisterschaft (Turniermodus) |       |  |
| 1946/47   | polnische Meisterschaft (Turniermodus) | 2.    |  |
| 1947/48   | Ekstraklasa                            | 2.    |  |
| 1948/49   | Ekstraklasa                            | 1.    |  |
| 1949/50   | Ekstraklasa                            | 1.    |  |
| 1950/51   | Ekstraklasa                            | 1.    |  |
| 1951/52   | Ekstraklasa                            | 3.    |  |
| 1952/53   | Ekstraklasa                            | 3.    |  |
| 1953/54   | Ekstraklasa                            | 8.    |  |
| 1954/55   | Ekstraklasa                            | 7.    |  |
| 1955/56   | Ekstraklasa                            | 5.    |  |
| 1956/57   | Ekstraklasa                            | 9.    |  |
| 1957/58   | Ekstraklasa                            | 7.    |  |
| 1958/59   | Ekstraklasa                            | 7.    |  |

Im Jahr 1946 scheidet Wisła früh aus den Playoffs der polnischen Meisterschaft aus. Eine Woche vor dem 40-jährigen Bestehen zieht ein Sturm über Krakau, der das Dach der Haupttribüne stark beschädigt. Ein Jahr später schafft es Wisła in das Finale um die polnische Meisterschaft, unterliegt dort aber Warta Poznań mit 2:5. 1948 schließt Wisła Krakau die Saison mit dem ersten Tabellenplatz ab. Durch eine neue Regelung wird jedoch am Ende der Meisterschaft ein Entscheidungsspiel um die polnische Meisterschaft ausgetragen. Am 5. Dezember findet im Stadion von Garbarnia Krakau das Spiel um die polnische Meisterschaft zwischen Cracovia und Wisła statt. Cracovia kann durch ein 3:1 die Meisterschaft für sich entscheiden. Nach 21 Jahren gewinnt Wisła 1949 wieder die polnische Meisterschaft. Aufgrund des politischen Wandels, der den Einzug des sozialistischen Sport- und Wirtschaftssystems zur Folge hatte, war Wisła Krakau einigen Veränderungen unterworfen. So wurde vom neu geschaffenen Ministerium für „Innere Sicherheit“ eine Umbenennung in Gwardia Kraków veranlasst. Gwardia bedeutet Garde und sollte somit die Verbindung zum Ministerium für „Innere Sicherheit“ zum Ausdruck bringen, unter welches der Verein nun gestellt wurde. Damit vollzog sich eine Entwicklung, die auch in anderen sozialistischen Ländern praktiziert wurde, Sportvereine wurden entweder Ministerien oder Betrieben unterstellt. Somit waren nun auch die Spieler Angestellte des jeweiligen Ministeriums oder Betriebs. So wurde der Ligakonkurrent Legia Warschau der Armee angegliedert oder der Verein Górnik Zabrze den Steinkohle-Betrieben. Im folgenden Jahr wurde Gwardia/Wisła wieder Meister, es sollte der letzte Titel für die nächsten 28 Jahre sein. In der Saison 1950/51 ist Wisła/Gwardia am Ende der Saison Tabellenführer, allerdings wurde durch eine Regeländerung seitens des polnischen Verbandes der polnische Meister im Endspiel um den polnischen Pokal ermittelt. Das „große Finale“ fand am 16. September im Stadion der polnischen Streitkräfte in Warschau statt. Dort unterlag Wisła/Gwardia gegen Unia/Ruch Chorzów vor 35.000 Zuschauern mit 0:2. 1956 feiert der Club sein fünfzigjähriges Bestehen. Bei den Feierlichkeiten wurde ein „Freundschaftsspiel“ gegen den amtierenden sowjetischen Meister Dynamo Moskau (2:5) absolviert. Das Freundschaftsspiel gegen den ungarischen Erstligisten Vasaem Csepel wird ebenso wie das Spiel gegen den brasilianischen Vertreter AFC Belo Horizonte 1:0 gewonnen. Durch eine Umstrukturierung im polnischen Verband erhält der Verein seinen alten Namen wieder. Wisła heißt ab 1957 TS Wisła und trägt die Farben rot und blau. Der 19. August 1956 ist ein schwarzer Tag in der Geschichte von Wisła. Der Club verliert in Warschau beim Erzrivalen Legia 0:12; es ist die höchste Niederlage aller Zeiten für den Verein in der Liga. 1958 gewinnen die Amateure von Wisła Krakau die polnische Meisterschaft. Im gleichen Jahr bestreitet die erste Mannschaft ihr fünfhundertstes Ligaspiel.

### 1960–1971: Die wilden sechziger Jahre
| Spielzeit | Liga        | Platz |  |
| --------- | ----------- | ----- |  |
| 1959/60   | Ekstraklasa | 8.    |  |
| 1960/61   | Ekstraklasa | 4.    |  |
| 1961/62   | Ekstraklasa | 6.    |  |
| 1962/63   | Ekstraklasa | 8.    |  |
| 1963/64   | Ekstraklasa | 13.   |  |
| 1964/65   | 1. Liga     | 1.    |  |
| 1965/66   | Ekstraklasa | 2.    |  |
| 1966/67   | Ekstraklasa | 10.   |  |
| 1967/68   | Ekstraklasa | 12.   |  |
| 1968/69   | Ekstraklasa | 7.    |  |

Zu Beginn der 1960er absolvierte Wisła Krakau das 600. Ligaspiel. Die Saison 1964/65 war für Fans und Spieler von Wisła Krakau eine Katastrophe. Die Mannschaft beendet die Saison auf dem 13. Tabellenplatz und muss damit zum ersten Mal seit Bestehen der Ekstraklasa in die zweite Liga absteigen. In der zweiten Liga tritt die Mannschaft fast unverändert an. Bereits ein Jahr später schafft man den Wiederaufstieg und beendet die Saison 1965/66 auf einem hervorragenden zweiten Platz. Auch im UEFA Intertoto Cup erreicht man den zweiten Platz. In der Saison 1966/67 spielt die Mannschaft in der Liga eher im unteren Drittel, dafür im Pokal umso überzeugender. Wisła Krakau erreicht das Finale des polnischen Pokals und schlägt Raków Częstochowa in einem dramatischen Spiel 2:0. Damit gewinnt Wisła Krakau das zweite Mal in seiner Geschichte den polnischen Pokal. Wisła Krakau spielt nun erstmals im Europapokal der Pokalsieger. Die Mannschaft beginnt im Wettbewerb vielversprechend. Auswärts schlägt man HJK Helsinki 4:1 und im heimischen Stadion 4:0. Im Anschluss daran trifft man auf den Hamburger SV und verliert 0:1 daheim und 0:4 in Hamburg. Im gleichen Jahr beschließt die Hauptversammlung des Vereins eine Namensänderung, der Verein heißt ab sofort Gwardia Towarzystwo Sportowe Wisła Kraków (Garde/Sportvereinigung Weichsel Krakau). In der Saison 1968/69 kann sich die Mannschaft nur mit Glück vor einem erneuten Abstieg bewahren. In der Sommerpause spielt der Verein im UEFA Intertoto Cup wiederum sehr erfolgreich. Die Mannschaft erreicht den ersten Platz. Man schafft es sogar, diesen Erfolg ein Jahr später zu wiederholen und erneut den UEFA Intertoto Cup zu gewinnen. Am 27. August absolviert Wisła Krakau sein achthundertstes Ligaspiel, man verliert allerdings 1:3 gegen Szombierki Bytom.

### 1971–1983: Das Auf und Ab geht weiter
| Spielzeit | Liga        | Platz |  |
| --------- | ----------- | ----- |  |
| 1969/70   | Ekstraklasa | 8.    |  |
| 1970/71   | Ekstraklasa | 8.    |  |
| 1971/72   | Ekstraklasa | 9.    |  |
| 1972/73   | Ekstraklasa | 5.    |  |
| 1973/74   | Ekstraklasa | 5.    |  |
| 1974/75   | Ekstraklasa | 4.    |  |
| 1975/76   | Ekstraklasa | 3.    |  |
| 1976/77   | Ekstraklasa | 10.   |  |
| 1977/78   | Ekstraklasa | 1.    |  |
| 1978/79   | Ekstraklasa | 13.   |  |

Trotz mittelmäßiger Leistungen und Platzierungen in der Liga, entwickelten sich in der Mannschaft Talente, die zu den besten Spielern in Polen werden sollten. Der Populärste unter ihnen war Kazimierz Kmiecik, mit 153 Toren für Wisła Krakau der erfolgreichste Torschütze in der Geschichte des Vereins. Trotz mehrerer Spieler, die eine Qualität von Kmiecik aufwiesen, unter ihnen Adam Musiał oder Marek Kusto, der später mit der belgischen Mannschaft KSK Beveren belgischer Meister und Pokalsieger wurde, gelang es der Mannschaft nie in dieser Zeit ihre Qualitäten voll auszuschöpfen. So gelang es nur 1978 die Meisterschaft zu gewinnen. Schon in der darauf folgenden Saison verfiel man wieder in die Mittelmäßigkeit und erreichte gerade einmal Platz 13. In der Saison 1979/80 konnte sich Wisła auf den fünften Platz verbessern. In der Liga pfui, international hui, so lässt sich die Situation am Ende der siebziger Jahre für Wisła am besten beschreiben. Spielte die Mannschaft in der Liga nur im Mittelmaß, so zeigte man im Europapokal der Landesmeister guten Fußball und die Mannschaft schaffte es bis ins Viertelfinale. Besiegt die Mannschaft im Viertelfinale Malmö FF noch im heimischen Stadion mit 2:1, verliert man unglücklich in Schweden mit 1:4. Es ist bis heute das erfolgreichste Ergebnis auf internationalem Parkett für Wisła Krakau. In der Saison 1980/81 machte Wisła noch einmal einen Sprung nach vorn und erreichte in der Liga den zweiten Platz. Es sollte für lange Zeit der letzte größere Erfolg sein.

### 1983–1997: Die schlechteste Epoche in der Geschichte des Vereins
| Spielzeit | Liga        | Platz |  |
| --------- | ----------- | ----- |  |
| 1979/80   | Ekstraklasa | 5.    |  |
| 1980/81   | Ekstraklasa | 2.    |  |
| 1981/82   | Ekstraklasa | 8.    |  |
| 1982/83   | Ekstraklasa | 5.    |  |
| 1983/84   | Ekstraklasa | 11.   |  |
| 1984/85   | Ekstraklasa | 16.   |  |
| 1985/86   | 1. Liga     | 2.    |  |
| 1986/87   | 1. Liga     | 4.    |  |
| 1987/88   | 1. Liga     | 2.    |  |
| 1988/89   | Ekstraklasa | 9.    |  |

Zu Beginn der Saison 1983/84 zerfiel die Mannschaft zusehends. Viele Spieler wechselten ins Ausland so z. B. Marek Kusto nach Belgien oder Kazimierz Kmiecik zu AE Larisa in die erste griechische Liga. Die schweren Verluste konnte der Verein nicht kompensieren. 1985 stieg der Verein in die zweite polnische Liga ab. Gehörte man vor sieben Jahren zum besten, was der polnische Fußball zu bieten hatte, spielte man nun gegen Mannschaften wie Igloopol Dębica oder Włókniarz Pabianice. Der Aufenthalt in der zweiten Liga sollte nun länger andauern als 1966, als die Mannschaft das erste Mal abstieg. Drei Spielzeiten sollte die Mannschaft brauchen, um wieder in die erste Liga aufzusteigen. In der Saison 1988/1989 belegte die Mannschaft nach dem Wiederaufstieg in der Ekstraklasa den 12. Tabellenplatz. Durch eine außergewöhnliche Mannschaftsleistung, unter anderem wurde Kazimierz Moskala in der Saison 1990/91 Torschützenkönig, wurde Wisła Kraków Dritter in der Abschlusstabelle. Jedoch war dies der einzige nennenswerte Erfolg in den vergangenen 14 Jahren. Es sollte auch ein Einzelerfolg bleiben. In den folgenden Spielzeiten verfiel die Mannschaft ins sportliche Mittelmaß. Nicht genug des sportlichen Niederganges, verlor man gegen den Erzrivalen Legia Warschau in Krakau 0:6 in der Spielzeit 1992/1993. Die sportliche Talfahrt ging im darauf folgenden Jahr weiter und die Mannschaft befand sich am Ende der Saison 1993/1994 auf dem 15. Tabellenplatz und somit auf einem Abstiegsplatz. Der sofortige Wiederaufstieg in die Ekstraklasa wurde durch unnötige Niederlagen am Ende der Spielzeit 1994/95 verspielt und erst durch das Engagement von Henryk Apostel als neuem Trainer, gelang der erneute Aufstieg in die Ekstraklasa in der Saison 1996/97. Jedoch sah es zu Beginn der Saison wieder so aus, als würde die Mannschaft die höchste Spielklasse nicht halten können. In der Hinrunde der Saison 1997/98 belegte Wisła gerade einmal den 13. Tabellenplatz und befand sich damit kurz vor einem Abstiegsplatz.

### Seit 1997: Die Renaissance einer Spitzenmannschaft
| Spielzeit | Liga        | Platz |  |
| --------- | ----------- | ----- |  |
| 1989/90   | Ekstraklasa | 9.    |  |
| 1990/91   | Ekstraklasa | 3.    |  |
| 1991/92   | Ekstraklasa | 7.    |  |
| 1992/93   | Ekstraklasa | 10.   |  |
| 1993/94   | Ekstraklasa | 15.   |  |
| 1994/95   | 1. Liga     | 3.    |  |
| 1995/96   | 1. Liga     | 2.    |  |
| 1996/97   | Ekstraklasa | 12.   |  |
| 1997/98   | Ekstraklasa | 3.    |  |
| 1998/99   | Ekstraklasa | 1.    |  |

War zu Beginn der Neunziger der Wandel hin zur Privatwirtschaft in fast allen Bereichen der polnischen Gesellschaft abgeschlossen bzw. eingeleitet, zeigte sich der Fußball zu Beginn dieser Phase noch relativ resistent, auch bot der Fußball zu wenig Potential für Investoren. Am Ende der Neunziger änderte sich dies jedoch und der Konzern Tele-Fonika aus Krakau, heute eines der größten Privatunternehmen auf dem Gebiet der Republik Polen, investierte in den Verein zur Rückrunde 1997/98. Dazu wurde die Abteilung Fußball aus dem restlichen Verein ausgegliedert und in eine Aktiengesellschaft umgewandelt. Diese „Übernahme“ wurde unter den Fans heftig diskutiert und auch zum Teil sehr kritisch gesehen. Erst nachdem Tele-Fonika eine Zusage gab, wonach Farben des Vereins, sowie Name des Vereins nicht verändert werden, wurde der „Übernahme“ durch die Vereinsführung von TS Wisła Krakau zugestimmt. Heute hält die Firma Tele-Fonika 100 % am Fußballbereich des Vereins Wisła Krakau. Tele-Fonika stellte zunächst einen 10-Jahres-Finanzplan auf, der den sportlichen Erfolg langfristig wieder einleiten sollte. Erste Maßnahme, um diesen Plan zu verwirklichen, war, die angesammelten Schulden von drei Millionen Złoty zu tilgen. Ein weiterer Schritt bestand darin, systematisch die besten Talente des Landes zu verpflichten. Unter anderem wurde Radosław Kałużny verpflichtet, der später für Energie Cottbus und Bayer 04 Leverkusen in der Fußball-Bundesliga spielte. Durch Verpflichtungen wie diese startete die Mannschaft unter ihrem Kapitän Tomasz Kulawik eine unglaubliche Aufholjagd und belegte am Ende der Saison den dritten Platz 1997/98.
Der Verein hatte nun die Chance sich für den UEFA-Pokal zu qualifizieren und die Mannschaft nutzte diese Chance. Nachdem in der ersten Qualifikationsrunde der walisische Vertreter Newtown AFC besiegt wurde, besiegte die Mannschaft den türkischen Vertreter Trabzonspor in der zweiten Runde mit 2:1 und 5:1 und qualifizierte sich zum ersten Mal nach dem politischen Wandel in Polen für die Hauptrunde des UEFA-Pokals. In der zweiten Runde scheiterte Wisła dann am späteren UEFA-Pokal-Sieger AC Parma. Beim Spiel in Krakau kam es dann zu einem folgenschweren Zwischenfall. Ein Fan von Wisła bewarf den Spieler Dino Baggio vom AC Parma mit einem Messer. Baggio wurde am Kopf getroffen und musste behandelt werden. Als Strafe wurde der Verein von der UEFA für ein Jahr von allen internationalen Wettbewerben ausgeschlossen.
| Spielzeit | Liga        | Platz |  |
| --------- | ----------- | ----- |  |
| 1999/00   | Ekstraklasa | 2.    |  |
| 2000/01   | Ekstraklasa | 1.    |  |
| 2001/02   | Ekstraklasa | 2.    |  |
| 2002/03   | Ekstraklasa | 1.    |  |
| 2003/04   | Ekstraklasa | 1.    |  |
| 2004/05   | Ekstraklasa | 1.    |  |
| 2005/06   | Ekstraklasa | 2.    |  |
| 2006/07   | Ekstraklasa | 8.    |  |
| 2007/08   | Ekstraklasa | 1.    |  |
| 2008/09   | Ekstraklasa | 1.    |  |
| 2009/10   | Ekstraklasa | 2.    |  |
| 2010/11   | Ekstraklasa | 1.    |  |
| 2011/12   | Ekstraklasa | 7.    |  |
| 2012/13   | Ekstraklasa | 7.    |  |
| 2013/14   | Ekstraklasa | 6.    |  |
| 2014/15   | Ekstraklasa | 6.    |  |
| 2015/16   | Ekstraklasa | 9.    |  |
| 2016/17   | Ekstraklasa | 6.    |  |
| 2017/18   | Ekstraklasa | 6.    |  |
| 2018/19   | Ekstraklasa | 9.    |  |
| 2019/20   | Ekstraklasa | 13.   |  |
| 2020/21   | Ekstraklasa | 13.   |  |
| 2021/22   | Ekstraklasa | 17.   |  |
| 2022/23   | 1. Liga     | 4.    |  |
| 2023/24   | 1. Liga     | 10.   |  |
| 2024/25   | 1. Liga     | 4.    |  |

Zu Beginn der Saison 1998/99 wurden weitere Verpflichtungen getätigt, darunter auch Maciej Żurawski und Tomasz Frankowski. Außerdem wurde „Meistertrainer“ Franciszek Smuda für die Stelle des Trainers gewonnen. Smuda gewann zunächst mit Widzew Łódź die Meisterschaften 1996 und 1997. Auch qualifizierte er sich überraschend mit Łódź für die UEFA Champions League. Nach einem vierten Platz in der Saison 1997/98 wurde er in Łódź entlassen und fand bei Wisła eine neue Anstellung. Die zahlreichen Investitionen sollten sich sportlich auszahlen. Nach 21 Jahren gewann Wisła Krakau 1999 erstmals wieder die polnische Meisterschaft und mit 21 Treffern sicherte sich Tomasz Frankowski den Titel des Torschützenkönigs. Der Titel war zwar gewonnen, aber dennoch nicht international vertreten, da der Verein die Strafe aus dem UEFA-Pokal Vorfall abbüßen musste. National wuchs man wieder zu einer Spitzenmannschaft heran. In der folgenden Saison 1999/2000 wurde die Mannschaft zweiter und auch im Pokal zog man ins Finale ein, unterlag jedoch dort Amica Wronki 2:2 und 0:3. Im UEFA-Pokal schied der Verein in der zweiten Runde gegen den FC Porto aus, nachdem man sich zuvor gegen Real Saragossa im Elfmeterschießen durchsetzen konnte. Zu Beginn des neuen Jahrtausends gewinnt die Mannschaft alles, was es im polnischen Fußball zu gewinnen gibt. 2001 gewinnt die Mannschaft erneut die Meisterschaft und auch den polnischen Superpokal und erstmals nach 35 Jahren gewinnt Wisła Krakau 2002 den polnischen Pokal. In der darauf folgenden Saison gewinnt der Verein das Double. Auch in den Jahren 2004, 2005, 2008 und 2009 kann Wisła Krakau die polnische Meisterschaft für sich entscheiden. Der Verein gehört nun zu den unangefochtenen Spitzenmannschaften des Landes. Im Jahre 2006 feiert der Verein sein hundertjähriges Bestehen. Die Feierlichkeiten umfassen ein Freundschaftsspiel gegen den FC Sevilla, welches 1:0 gewonnen wurde. Bislang fehlten dem Verein die internationalen Erfolge, trotz zum Teil hervorragender Talente, die jedoch zugunsten des finanziellen Ertrages an namhafte europäische Vereine verkauft wurden. Unter ihnen waren unter anderem Maciej Żurawski, der nach Schottland zu Celtic Glasgow wechselte und Jakub Błaszczykowski, der 2007 für 3,2 Millionen Euro zu Borussia Dortmund wechselte. Gründe für die internationale Erfolglosigkeit waren zum einen Unvermögen, wie in der Qualifikationsphase zur UEFA Champions League 2009/10, als man gegen den estnischen Vertreter Levadia Tallinn ausschied, zum anderen Pech in der Auslosung, als man in der Qualifikationsphase zur Champions League auf Gegner wie den FC Barcelona (2001 und 2008) oder aber auf Real Madrid (2005) traf. Fakt ist, dass Wisła Krakau seit seinem Bestehen es niemals geschafft hat, sich für die Gruppenphase der Champions League zu qualifizieren. Im UEFA-Cup erreichte man bis heute als bestes Ergebnis das Achtelfinale im Jahre 2003, wobei man in den Runden zuvor den AC Parma und den FC Schalke 04 besiegte. In der Saison 2011/12 verpasste es Wisła Krakau in der Europa League, nachdem man in den Play-offs der UEFA Champions League 2011/12 an APOEL Nikosia (1:0, 1:3) gescheitert war, nur knapp den größten internationalen Erfolg zu wiederholen, als man im Sechzehntelfinale nur aufgrund der Auswärtstorregel an Standard Lüttich (1:1, 0:0) scheiterte. In der Gruppenphase hatte sich Wisła Krakau als Zweitplatzierter hinter FC Twente Enschede gegen Odense BK und den FC Fulham durchgesetzt, obwohl man nach vier Spieltagen mit nur einem Sieg noch Letzter war.
Nach einigen Jahren im Mittelfeld der Ekstraklasa folgte zum Ende der Saison 2021/22 der erste Abstieg in die zweitklassige 1. Liga seit 1996. In der folgenden Saison verpasste man zwar den Wiederaufstieg, konnte jedoch durch ein 2:1 nach Verlängerung gegen Pogoń Stettin zum fünften Mal in der Vereinsgeschichte den polnischen Fußballpokal gewinnen.

## Erfolge

### International
- Europapokal der Landesmeister / UEFA Champions League:
  - 1978/79 Viertelfinale gegen  Malmö FF (2:1 und 1:4)
- Europapokal der Pokalsieger:
  - 1967/68 Achtelfinale(2. Runde) Hamburger SV (0:1 und 0:5)
  - 1984/85 Achtelfinale(2. Runde) Fortuna Sittard (2:0 und 1:2)
- UEFA-Pokal / Europa League:
  - 2002/03 Achtelfinale gegen Lazio Rom (3:3 und 2:1)
  - 2011/12 Sechzehntelfinale gegen Standard Lüttich (1:1 und 0:0)

- Chicago Trophy:
  - 2007

- UEFA Intertoto Cup:
  - 1970, 1971, 1973

### Meisterschaftserfolge
- Polnische Meisterschaft:
  - 1. Platz (13-mal): 1927, 1928, 1949, 1950, 1978, 1999, 2001, 2003, 2004, 2005, 2008, 2009, 2011
  - 2. Platz (13-mal): 1923, 1930, 1931, 1936, 1947, 1948, 1951, 1966, 1981, 2000, 2002, 2006, 2010
  - 3. Platz (10-mal): 1925, 1929, 1933, 1934, 1938, 1952, 1953, 1976, 1991, 1998

### Pokalerfolge
- Polnischer Pokal:
  - Sieger (5): 1926, 1967, 2002, 2003, 2024
  - Finalist (6): 1951, 1954, 1979, 1984, 2000, 2008

- Polnischer Superpokal:
  - Sieger (1): 2001
  - Finalist (4): 1999, 2004, 2008, 2009

- Polnischer Ligapokal:
  - Sieger (1): 2001
  - Finalist (1): 2002

Im Superpokal stehen sich der Meister und Pokalsieger des jeweiligen Spieljahres gegenüber.

## Fans und Fanfreundschaften

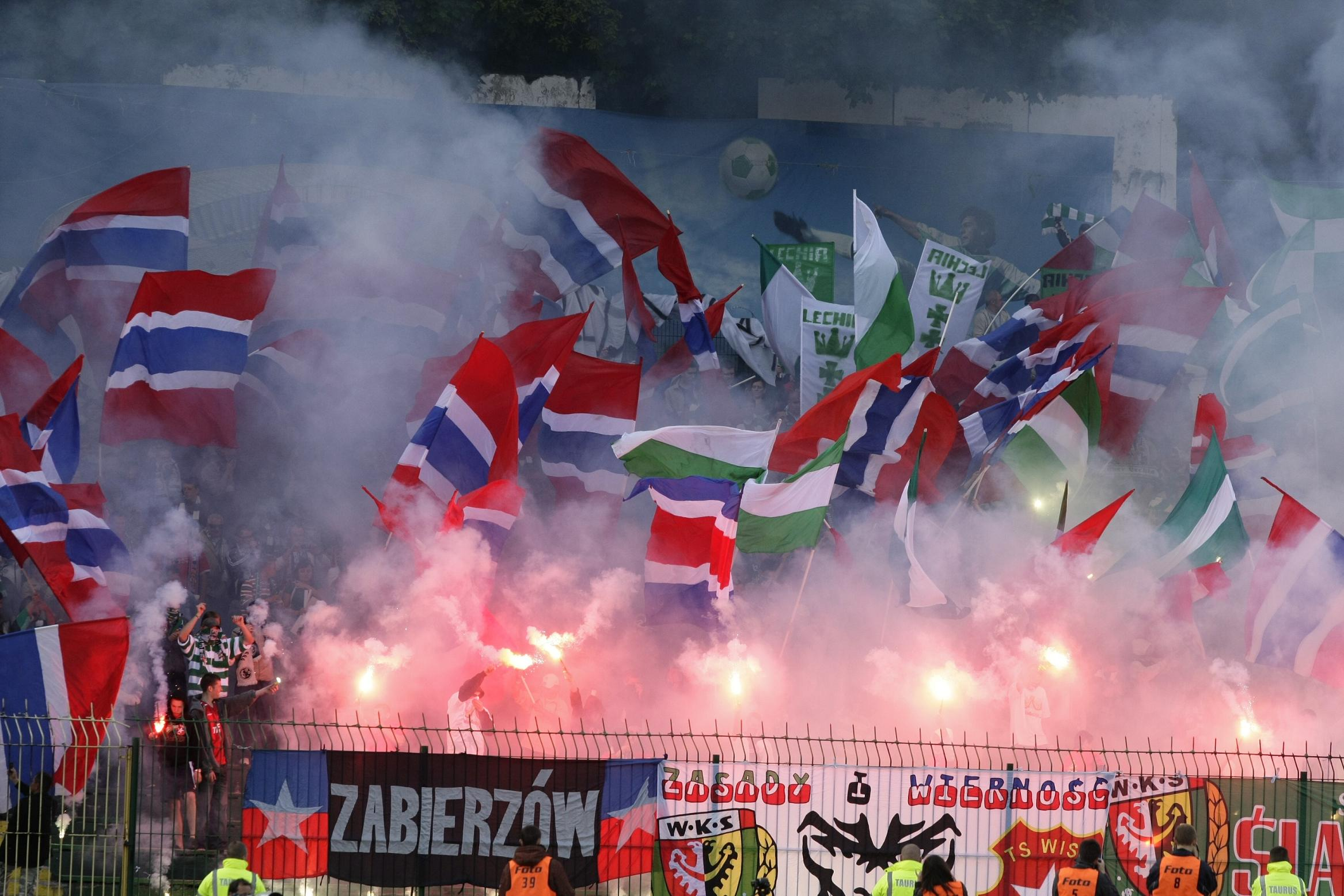
Ultra-Gruppierung von Wisła

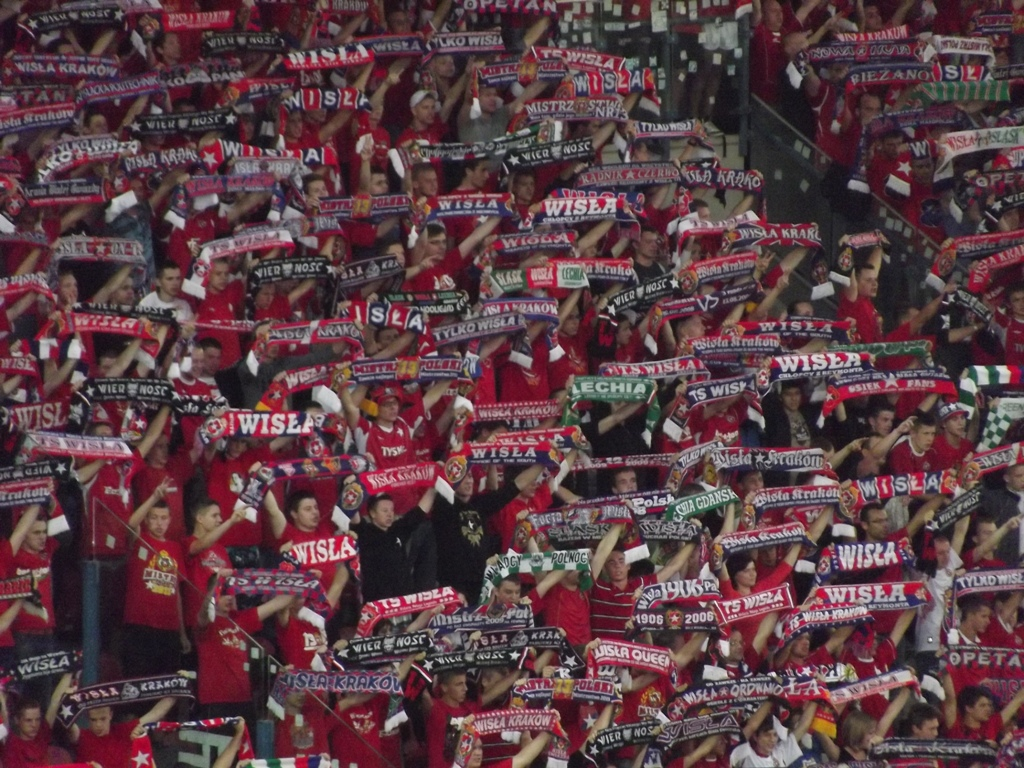
Ultra-Gruppierung von Wisła

Wisła Krakau hat eine ausgeprägte Fanszene, die führende Rolle nehmen dabei die Wisla Sharks und die Armia Białej Gwiazdy (ABG) oder White Star Army ein. Sie ist die führende Fangruppierung und unterstützt ihre Mannschaft mit zahlreichen Choreografien, die sich häufig durch Kreativität und Aufwand auszeichnen. Der Kern der ABG hat seinen Platz auf der Nordtribüne, nachdem die Osttribüne im Rahmen der Modernisierung des Henryk-Reyman-Stadions abgerissen wurde. Auf der Nordtribüne ist es üblich nicht zu sitzen, auch wenn es sich um eine reine Sitzplatztribüne handelt.
Fanfreundschaften bestehen zu den Vereinen Ruch Chorzów, Widzew Łódź, Elana Toruń, Unia Tarnów und Polonia Przemyśl. Die Fanfreundschaften werden von den jeweiligen Fans gut gepflegt, so sind immer wieder Banner einer der anderen Mannschaft bei Spielen von Wisła zu sehen und umgekehrt. Auch gibt es einen starken gegenseitigen Fanbesuch. Im April 2015 wurde auch eine Fanfreundschaft zum italienischen Verein Lazio Rom bekannt.

### Rivalitäten
Das älteste und berüchtigtste Derby von Polen ist das zwischen Cracovia und Wisła. Für dieses Derby wird der Begriff „Heiliger Krieg“ gebraucht und er beschreibt die starke Rivalität der beiden in Krakau ansässigen Vereine. Beide Vereine wurden im Jahre 1906 gegründet und sie sind die ältesten Vereine im heutigen Polen. Der Begriff „Heiliger Krieg“ wurde zunächst für das Aufeinandertreffen der beiden jüdischen Krakauer Vereine Makkabi und Jutrzenka verwendet. Ein Verteidiger von Jutrzenka, der später zu Cracovia wechselte, bezeichnete dann die Spiele zwischen Wisła und Cracovia als den „Heiligen Krieg“. Mit der Auflösung der Vereine Makabbi und Jutrzenka wurde der Begriff nur noch für Spiele zwischen Wisła und Cracovia verwendet. Die Auseinandersetzungen beider Fanlager erreichten im Jahre 2006, zum hundertjährigen Bestehen beider Vereine, einen Tiefpunkt. Beim Spiel im Henryk-Reyman-Stadion von Wisła Krakau waren über 1.000 Polizisten sowie Wasserwerfer, gepanzerte Fahrzeuge und Helikopter im Einsatz. Trotzdem konnte nicht verhindert werden, dass ein Wisła-Fan nach dem Match durch Cracovia-Anhänger erstochen wurde. Seit diesem Vorfall waren bei Spielen zwischen Wisła und Cracovia gegnerische Fans für mehrere Jahre ausgeschlossen. Heutzutage finden diese Aufeinandertreffen wieder mit Gästefans statt.
Die Rivalität zwischen Wisła und Legia Warschau ist zum Teil darauf begründet, dass beide Mannschaften zu den erfolgreichsten in Polen gehören und zum anderen, dass beide Städte in Konkurrenz zueinander stehen. Krakau war Hauptstadt von Polen und musste diese Stellung zugunsten Warschaus abgeben. Seit diesem Zeitpunkt beansprucht Krakau für sich, den kulturellen und geistigen Mittelpunkt von Polen zu bilden und somit die eigentliche Hauptstadt Polens zu sein.

## Vereinswappen/Wappenhistorie
1907 entstand das erste Wappen von Wisła Krakau, es bestand aus einem roten Schild mit einem blauen Stern. Später wird der blaue Stern durch einen weißen Stern ersetzt, auch wurde ein diagonaler Streifen auf dem Wappen platziert. Der Streifen symbolisiert die Weichsel (Wisła), die durch Krakau fließt. Der Stern ist heute noch zentrales Symbol des Vereins. Unter anderem leitet sich daraus der Spitzname des Vereins ab, „die weißen Sterne“. Der Stern zierte auch Jahre das Trikot des Vereins, statt des eigentlichen Vereinslogos. In den Zeiten der Volksrepublik Polen zierte der Schriftzug G.T.S Wisła das Wappen. Nach dem Zusammenbruch des Ostblocks wurde das Wappen komplett verändert. Das Wappen von 1936 wurde in der Mitte platziert, mit einem im Hintergrund liegenden Fußball. Darum ein Kreis mit dem Vereinsnamen, darauf wurde noch eine Krone gesetzt, die die Tradition von Krakau als Krönungsstadt und als ehemalige Hauptstadt von Polen zeigen soll.

## Vereinshymne
Jak długo na Wawelu/So lange auf dem Wawel
| Jak długo na Wawelu, Zygmunta bije dzwon, Tak długo nasza Wisła, Zwyciężać będzie wciąż. Zwycięży orzeł biały, zwycięży polski ród Zwycięży nasza Wisła, bo to Krakowski klub Wierny swojej drużynie, znów przyjdę na jej mecz, i smutek z serca zginie, troski odejdą precz. Zwycięży orzeł biały, zwycięży polski ród Zwycięży nasza Wisła, bo to Krakowski klub Zwycięży Gwiazda Biała, Nasza Wiślacka brać, Zasługa to niemała, Tych co umieją grać. Zwycięży orzeł biały, zwycięży polski ród Zwycięży nasza Wisła, bo to Krakowski klub Nawet jeśli przegrywasz, To musi krótko trwać, Bo mistrza ten zdobywa, który potrafi grać. Zwycięży orzeł biały, zwycięży polski ród Zwycięży nasza Wisła, bo to Krakowski klub |  | So lange auf dem Wawel, die Glocke des Sigismund erklingt, so lange wird unsere Wisła, immer siegen. Siegt der weiße Adler, so siegt das polnische Volk, so siegt unsere Wisła, denn sie ist der Krakauer Verein. Treu meiner Mannschaft, komme ich zu ihrem Spiel, und jegliche Sorge jeglicher Schmerz, sind wie weggeschwemmt. Siegt der weiße Adler, so siegt das polnische Volk, so siegt unsere Wisła, denn sie ist der Krakauer Verein. Der weiße Stern wird siegen, unseren Brüdern von der Weichsel, ist dies ein großes Verdienst, denn sie verstehen etwas von diesem Spiel. Siegt der weiße Adler, so siegt das polnische Volk, so siegt unsere Wisła, denn sie ist der Krakauer Verein. Und sollte sie verlieren, dann nur für kurze Zeit, denn Meister kann nur werden, wer dieses Spiel verstanden hat. Siegt der weiße Adler, so siegt das polnische Volk, so siegt unsere Wisła, denn sie ist der Krakauer Verein. |

## Rekorde
- Die meisten Tore in der Liga:  Kazimierz Kmiecik 153 Tore in 304 Spielen
- Die meisten Spiele in der Liga:  Władysław Kawula, 329
- Höchster Sieg:  21:0 gegen Ognisko Siedlce in Krakau, 1947.
- Höchste Niederlage:  0:12 (0:5), Legia Warschau am 19. August 1956
- Höchste Besucherzahl:  45.000 Zuschauer beim Spiel gegen Celtic Glasgow, 2:0 am 29. September 1976
- Höchste Besucherzahl bei einem Ligaspiel:  40000. Legia Warschau, 2:1 7. August 1977
- Jüngster Spieler in einem Spiel:  16 Jahre, 36 Tage Mieczysław Gracz am 8. September 1935.
- Ältester Spieler in einem Spiel:  36 Jahre, 191 Tage Angelo Hugues am 9. April 2002.
- Jüngster Torschütze:  17 Jahre, 76 Tage Mieczysław Gracz, am 18. Oktober 1936.
- Ältester Torschütze:  35 Jahre, 255 Tage Henryk Reyman, am 9. April 1933.
- Bester Torschütze in einer Saison:  Henryk Reyman mit 37 Toren
- Spiele ohne Niederlage in der Ekstraklasa:  38 Spiele vom 25. Oktober 2003 bis 22. Mai 2005 (Rekord innerhalb der Ligastatistik)
- Spiele ohne Heimniederlage:  73 Spiele vom 16. September 2001 bis 19. November 2006 (Rekord innerhalb der Ligastatistik)
- Höchster Sieg im europäischen Wettbewerb:  8:2 gegen Tiflis, 7:0 gegen Newton House
- Höchste Niederlage im europäischen Wettbewerb:  0:4 gegen den Hamburger SV (1967) Europapokal der Pokalsieger, 0:4 gegen den FC Barcelona CL-Qualifikation (2008)

## Ehemalige Spieler
- Pablo Álvarez
- Issa Ba
- Marcin Baszczyński
- Jakub Błaszczykowski
- Serge Branco
- Jacob Burns
- Mauro Cantoro
- Osman Chávez
- Georgi Christow
- Radosław Cierzniak
- Ryszard Czerwiec
- Júnior Díaz
- Emilian Dolha
- Dariusz Dudka
- Tomasz Frankowski
- Łukasz Garguła
- Zwetan Genkow
- Damian Gorawski
- Marcelo
- Richárd Guzmics
- Ivica Iliev
- Andrzej Iwan
- Kew Jaliens
- Jan Jałocha
- Tomáš Jirsák
- Radosław Kałużny
- Zdzisław Kapka
- Andraz Kirm
- Tomasz Kłos
- Kazimierz Kmiecik
- Kamil Kosowski
- Marek Kusto
- Marcin Kuźba
- Michael Lamey
- Henryk Maculewicz
- Radosław Matusiak
- Radosław Majdan
- Krzysztof Mączyński
- Maor Melikson
- Marek Motyka
- Kazimierz Moskal
- Adrian Mrowiec
- Adam Musiał
- Adam Nawałka
- Andrzej Niedzielan
- Dragan Paljić
- Sergei Pareiko
- Mariusz Pawełek
- Marek Penksa
- Henryk Reyman
- Daniel Sikorski
- Łukasz Sosin
- Radosław Sobolewski
- Mariusz Stępiński
- Semir Štilić
- Ostoja Stjepanović
- Zdzisław Styczeń
- Stanko Svitlica
- Maciej Szczęsny
- Antoni Szymanowski
- Michael Thwaite
- Kalu Uche
- Rafał Wolski
- Mateusz Zachara
- Łukasz Załuska
- Marek Zieńczuk
- Maciej Żurawski

## Trainer von Wisła
| Name des Trainers                                   | Zeitraum  |
| --------------------------------------------------- | --------- |
| Imre Schlosser                                      | 1924–1929 |
| František Koželuh                                   | 1929–1934 |
| Vilmos Nyúl                                         | 1934–1939 |
| Otto Mazal-Skvajn                                   | 1939–1946 |
| Jan Kotlarczyk                                      | 1946–1947 |
| Artur Walter                                        | 1947–1948 |
| Josef Kuchynka                                      | 1948–1950 |
| Michał Matyas                                       | 1950–1954 |
| Mieczysław Gracz                                    | 1954–1955 |
| Artur Woźniak                                       | 1956–1957 |
| Josef Kuchynka                                      | 1958–1959 |
| Karoly Kosa                                         | 1959–1960 |
| Karel Finek                                         | 1960–1961 |
| Mieczysław Gracz                                    | 1961–1962 |
| Karel Kolský                                        | 1963–1964 |
| Czesław Skoraczyński                                | 1964–1967 |
| Mieczysław Gracz                                    | 1967–1969 |
| Gyula Teleki                                        | 1969–1970 |
| Michał Matyas                                       | 1970–1971 |
| Marian Kurdziel                                     | 1971–1972 |
| Jerzy Steckiw                                       | 1972–1974 |
| Aleksander Brożyniak                                | 1975–1977 |
| Orest Lenczyk                                       | 1977–1979 |
| Lucjan Franczak                                     | 1979–1981 |
| Wiesław Lendzion                                    | 1981–1982 |
| Roman Durniok                                       | 1982–1983 |
| Edmund Zientara                                     | 1983–1984 |
| Orest Lenczyk                                       | 1984–1985 |
| Stanisław Chemicz                                   | 1985      |
| Lucjan Franczak                                     | 1985–1986 |
| Stanisław Cygan                                     | 1986–1987 |
| Aleksander Brożyniak                                | 1987–1989 |
| Stanisław Chemicz                                   | 1989      |
| Adam Musiał                                         | 1989      |
| Bogusław Hajdas                                     | 1989      |
| Adam Musiał                                         | 1990–1992 |
| Kazimierz Kmiecik                                   | 1992      |
| Karol Pecze                                         | 1992–1993 |
| Marek Kusto                                         | 1993–1994 |
| Orest Lenczyk                                       | 1994      |
| Marek Kusto                                         | 1994      |
| Lucjan Franczak                                     | 1994–1996 |
| Kazimierz Kmiecik                                   | 1996      |
| Henryk Apostel                                      | 1996–1997 |
| Kazimierz Kmiecik                                   | 1997      |
| Wojciech Łazarek                                    | 1997–1998 |
| Jerzy Kowalik                                       | 1998      |
| Franciszek Smuda                                    | 1998–1999 |
| Jerzy Kowalik                                       | 1999      |
| Marek Kusto                                         | 1999–2000 |
| Wojciech Łazarek                                    | 2000      |
| Adam Nawałka                                        | 2000      |
| Orest Lenczyk                                       | 2000–2001 |
| Adam Nawałka                                        | 2001      |
| Franciszek Smuda                                    | 2001–2002 |
| Henryk Kasperczak                                   | 2002–2004 |
| Verner Lička                                        | 2005      |
| Jerzy Engel                                         | 2005      |
| Tomasz Kulawik                                      | 2005      |
| Dan Petrescu                                        | 2006      |
| Dragomir Okuka                                      | 2006      |
| Adam Nawałka                                        | 2007      |
| Kazimierz Moskal                                    | 2007      |
| Maciej Skorża                                       | 2007–2010 |
| Henryk Kasperczak                                   | 2010      |
| Tomasz Kulawik                                      | 2010      |
| Robert Maaskant                                     | 2010–2011 |
| Kazimierz Moskal                                    | 2011–2012 |
| Michał Probierz                                     | 2012      |
| Tomasz Kulawik                                      | 2012–2013 |
| Franciszek Smuda                                    | 2013–2015 |
| Kazimierz Moskal                                    | 2015      |
| Marcin Broniszewski                                 | 2015      |
| Tadeusz Pawłowski                                   | 2015      |
| Marcin Broniszewski                                 | 2015–2016 |
| Dariusz Wdowczyk                                    | 2016      |
| Kazimierz Kmiecik und Radosław Sobolewski (interim) | 2016      |
| Kiko Ramírez                                        | 2016–2017 |
| Kazimierz Kmiecik und Radosław Sobolewski (interim) | 2017      |
| Joan Carrillo                                       | 2018      |
| Maciej Stolarczyk                                   | 2018–2019 |
| Artur Skowronek                                     | 2019–2020 |
| Peter Hyballa                                       | 2020–2021 |
| Adrian Gula                                         | 2021–2022 |
| Jerzy Brzęczek                                      | 2022      |
| Radosław Sobolewski                                 | 2022–2023 |
| Mariusz Jop                                         | 2023      |
| Albert Rudé                                         | 2023–2024 |
| Kazimierz Moskal                                    | 2024      |
| Mariusz Jop                                         | 2024-     |

## Basketball
Die Basketballabteilung des Clubs ist ebenfalls sehr erfolgreich. Die Damen-Basketball-Mannschaft, die unter dem Namen des Sponsors Wisła Can-Pack Krakau in der höchsten Liga im polnischen Frauen-Basketball spielt, gewann 25-mal den polnischen Meistertitel, zuletzt 2016 und wurde 10-mal Pokalsieger, zuletzt 2015. Im Jahre 1970 wurde die Mannschaft Vizemeister in der Euroleague Women. Im März 2010 qualifizierte sich das Team für das Final-Four-Turnier der Euroleague Women.